# Joseph de Bonaud d'Archimbaud
Pour les articles homonymes, voir Bonnaud (homonymie).
Joseph Alphonse de Bonaud d'Archimaud, 2e d'Archimaud (L'Isle-sur-la-Sorgue, 3 janvier 1767 - Vinsobres, 26 novembre 1857) est un homme politique et militaire français.

## Biographie

### Vie privée
Il est le fils de Charles Louis Alphonse de Bonaud d'Archimbaud, 1er marquis d'Archimbaud (1744-1794) et de Thérèse Catherine Marie Blandine de Moreau de Vérone (1743-1822).

### Vie publique
Il est ancien capitaine de frégate. Il fait partie de la Chambre introuvable, ayant été élu le 22 août 1815 député de Vaucluse au collège de département.
Il siège dans les rangs de la majorité ultraroyaliste, et s'associe à tous ses votes, sans prendre une seule fois la parole.

## Famille
Il épouse en premières noces, le 15 octobre 1805, Marie Marguerite Camille Alexandrine de Gilles de Ribas (1779-1847), fille de Félix Édouard de Gilles de Ribas et de Scholastique Marie Thérèse Marguerite Michelet de Mézières. Ils ont quatre enfants.
- Marie Thérèse Félix Pulchérie de Bonaud d'Archimbaud (8 novembre 1809 - 29 mai 1893), célibataire, sans enfants ;
- Alphonse Auguste Aimé Henri Marie Ronand de Bonaud d'Archimbaud, 3e marquis d'Archimbaud (14 août 1811 - 25 décembre 1865) épouse Joséphine Louise,Mari Mathilde de Ribiers (2 avril 1833 - 8 décembre 1924), dont descendance ;
- Louise Fabienne Marie Scholastique de Bonaud d'Archimbaud (11 février 1814 - ?), célibataire, sans enfants ;
- Henri Marie Édouard de Bonaud d'Archimbaud (1817 - 1818), célibataire, sans enfants.

## Distinctions

### Décorations
- Chevalier de l'Ordre royal et militaire de Saint-Louis